# Рамкова угода
Рамкова угода — документ, який визначає домовленість сторін про те, як буде відбуватися співпраця. Згодом ці домовленості мають (імовірно, з деякими змінами) втілитися в конкретних договорах (контрактах). Умови рамкової угоди не є остаточними й деталізованими.